# Мервін Лерой
Мервін Лерой (англ. Mervyn LeRoy; 15 жовтня 1900, Сан-Франциско — 13 вересня 1987, Беверлі-Гіллз) — американський кінорежисер, кінопродюсер, актор.

## Біографія
Народився у єврейській родині. Його дід з боку батька володів процвітаючим універмагом в Сан-Франциско. Землетрус 1906 року знищив універмаг; він був добре застрахований, але страхова компанія збанкрутувала від наслідків землетрусу. Таким чином сім'я Лероя виявилася розореною. Для заробітку молодий Мервін продавав газети, брав участь як співак в шоу молодих обдарувань, потім у водевілях. Незабаром він разом зі своїм двоюрідним братом Джессі Ласкі відправився до Голлівуду.
Працював костюмером, асистентом оператора, потім брав участь у німому кіно як автор гегів і актор. У 1927 році дебютував як режисер фільмом «Нікуди йти».
У першій половині 1930-х поставив свої найуславленіші фільми — «Маленький Цезар» (1931), «Я — втікач-каторжанин» (1932), «Золотошукачі 1933 року» (1933). У 1938 році став главою MGM, де, зокрема, виступив продюсером і частково режисером фільму «Чарівник країни Оз». Завдяки Лерою здобули популярність такі актори, як Кларк Гейбл, Лоретта Янг, Роберт Мітчем і Лана Тернер.

## Вибрана фільмографія

### Режисер
- 1931 — Маленький Цезар / Little Caesar
- 1931 — П'ятизірковий фінал / Five Star Final
- 1931 — Доля джентльмена / Gentleman's Fate
- 1932 — Троє в парі / Three on a Match
- 1932 — Я — втікач-каторжанин / I Am a Fugitive from a Chain Gang
- 1933 — Золотошукачі 1933 року / Gold Diggers of 1933
- 1933 — Буксирщиця Енні / Tugboat Annie
- 1936 — Ентоні нещасний / Anthony Adverse
- 1937 — Вони не забудуть / They Won’t Forget
- 1940 — Міст Ватерлоо / Waterloo Bridge
- 1940 — Втеча / Escape
- 1941 — Джонні Ігер / Johnny Eager
- 1941 — Квіти в пилу / Blossoms in the Dust
- 1942 — Випадкова жнива / Random Harvest
- 1943 — Мадам Кюрі / Madame Curie
- 1944 — Тридцять секунд над Токіо / Thirty Seconds Over Tokyo
- 1949 — Маленькі жінки / Little Women
- 1951 — Камо грядеши / Quo Vadis
- 1956 — Погане насіння / The Bad Seed
- 1962 — Циганка / Gypsy

### Актор
- 1923 — Маленький Джонні Джонс / Little Johnny Jones
- 1924 — Бродвей після настання темряви